# Oxyrhachis longicornis
Oxyrhachis longicornis är en insektsart som beskrevs av William Lucas Distant. Oxyrhachis longicornis ingår i släktet Oxyrhachis och familjen hornstritar. Inga underarter finns listade i Catalogue of Life.